# ماسامورا
ماسامورا أو مازامورا (بالإسبانية: Mazamorra)‏ (من الإسبانية العربية «بسمة») (من اليونانية «باكسيماديون» παξαμάδιον ومن اليونانية «مازا» μάζα) هو اسم للعديد من الأطباق التقليدية من شبه الجزيرة الأيبيرية وأمريكا اللاتينية.

## الاختلافات الإقليمية

### الأرجنتين
الماسامورا في الأرجنتين هو طبق تقليدي وهو حلوى ذات جذور محلية مصنوعة من الذرة البيضاء والماء والسكر والفانيليا. النوع الأكثر إستهلاكاً في الأرجنتين هو الماسامورا بالحليب، حيث يضاف فيها الحليب إلى المكونات الأخرى للماسامورا التقليدية.
من الشائع تناول الماسامورا في الأعياد الوطنية، مثل يوم العيد الوطني ويوم الأستقلال.

### كولومبيا

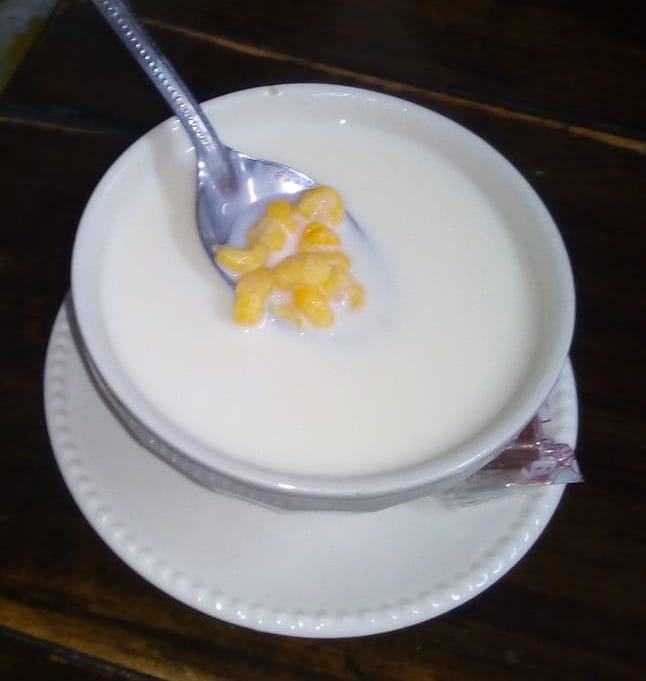
ماسامورا في مدينة أنتيوكيا الكولومبية.

كان مصطلح الماسامورا يطلق على الحساء الذي يتناوله عبيد السفن الشراعية ذات المجاديف والذين يٌدعون باسم «جاليوته» (galeotes) وكذلك البحارة. يتكون الطبق من أي نوع من الخضروات المتوفرة وغالباً ما يتكون من طهي الفلفل والعدس والحمص معاً. لا يزال هناك نوع من الحساء النباتي يطلق عليه هذا الأسم في وسط كولومبيا.
يُعد الماسامور اليوم أكثر شيوعاً كمشروب يتكون من الذرة مع طرق تقديم متنوعة في أجزاء مختلفة من البلاد. الماسامورا بالنسبة للعديد من الكولومبيين هو عبارة عن ذرة مقشرة مطبوخة جيداً والمعروفة أيضاً باسم «بيتو» (peto). يختلف قوامه ومظهره تبعًا للمنطقة، ولكن عادةً ما يكون للماسامورا مظهر أبيض أو أصفر وفقًا للذرة المستخدمة.
في أنتيوكيا غالباً ما يكون الماسامورا مصحوباً بالبانيلا (وهو سكر بني طبيعي من قصب السكر) وهو طبق جانبي شائع جداً لوجبات مثل «بانديخا بايسا» (bandeja paisa). يتكون المشروب عادةً من حبوب الذرة التي يتم تكسيرها بالمدقة والهاون ثم تُنقع في ماء مع بيكربونات الصوديوم ومن ثم تُطهى حتى تصبح طرية.
الماسامورا شائع للغاية أثناء الغداء والعشاء في أي وقت من السنة. وهو طعام كولومبي نموذجي يتم تقديمه كطبق جانبي أو كطبق رئيسي. عادة ما يتم بيعه في الشوارع. وأحياناً يتم إضافة الحليب أو البانيلا إلى قاعدة الماسامورا.
في كونديناماركا وبوياكاو، حيث يتم طهي الذرة مع البصل والكزبرة والثوم والباقلاء والبطاطا والماشوا وغالبًا مع قطع من الأضلاع أو اللحم البقري. يُعرف هذا الطبق باسم «ماسامورا جيكيتو» (mazamorra chiquita) ويعني «الماسامورا الصغيرة».

### باراغواي
الماسامورا في الباراغواي عبارة عن مجموعة متنوعة من اليخنات المحلية المصنوعة من الذرة، وكذلك هي واحدة من أشهر الحلويات التقليدية في البلاد. وتختلف باختلاف نوع الإضافة فهناك ماسامورا بالعسل وماسامورا بالحليب وماسامورا بالسكر. حقق الطبق شعبية كبيرة في الباراغواي كبديل مغذي لوجبات الطعام المنتظمة خلال حرب الباراغواي (بين عامي 1864 و 1870). يسمى هذا الطبق بالغوارانية (kaguyjy)،

### البيرو
يتم إعداد الماسامورا في البيرو باستخدام نوع محلي من الذرة وهي الذرة البنفسجية والغنية بمادة الأنثوسيانين والتي تعطي الماسامورا لون بنفسجي غامق. حيث تيم طهيها مع الأناناس والقرفة وطحين البطاطا الحلوة.

### كوستاريكا
الماسامورا الكوستاريكية هي في الأساس عصيدة ذرة يتم إعدادها عن طريق طهي الذرة في الحليب والقرنفل والفانيليا ونشا الذرة.

### جمهورية الدومنيكان
الماسمورا الدومينيكانية والتي تُدعى «ماخاريته» (majarete) هو عبارة عن كاسترد ذرة طازج. حيث يتم إعداده عن طريق نزع حبات الذرة عن كوز الذرة ومن ثم غليها وكوز الذرة بالحليب حتى تُصبح الذرة طرية. بعد أن تنضج الحبات يتم التخلص من كوز الذرة وتوضع الحبات في الخلاط مع الحليب المغلي. بعد أن يتحول خليط الذرة والحليب إلى هريس يتم تمريره من خلال مصفاة إلى القدر مرةً ثانية. يتم طهي السائل الناتج مع نشا الذرة والزبد وحليب جوز الهند والحليب المبخر والقرنفل والقرفة واليانسون والفانيليا وقشور اللايم والسكر. يتم تقديم الماخاريته "majarete" مع رشة من جوز الطيب المطحون وعود من القرفة.

### إسبانيا
ماسامورا قرطبة هو طبق تقليدي مصنوع من اللوز والخبز والثوم والزيت والخل.